# 格里斯
格里斯（法語：Gries，法語發音：[ɡʁis]）是法国下莱茵省的一个市镇，属于阿格诺-维桑堡区。

## 地理
格里斯（48°45'17"N, 7°48'59"E）面积12.23 平方千米，位于法国大東部大區下莱茵省，该省份为法国大陆部分最东部的省份，是阿尔萨斯的一部分，今与上莱茵省组成了阿尔萨斯欧洲集体，其南至上莱茵省，西南接孚日省和默尔特-摩泽尔省，西接摩泽尔省，北与德国接壤，东侧沿莱茵河与德国相望。
与格里斯接壤的市镇（或旧市镇、城区）包括：比什维莱尔、阿格诺、屈尔特藏乌斯、韦特布吕克、韦埃尔桑。
格里斯的时区为UTC+01:00、UTC+02:00（夏令时）。

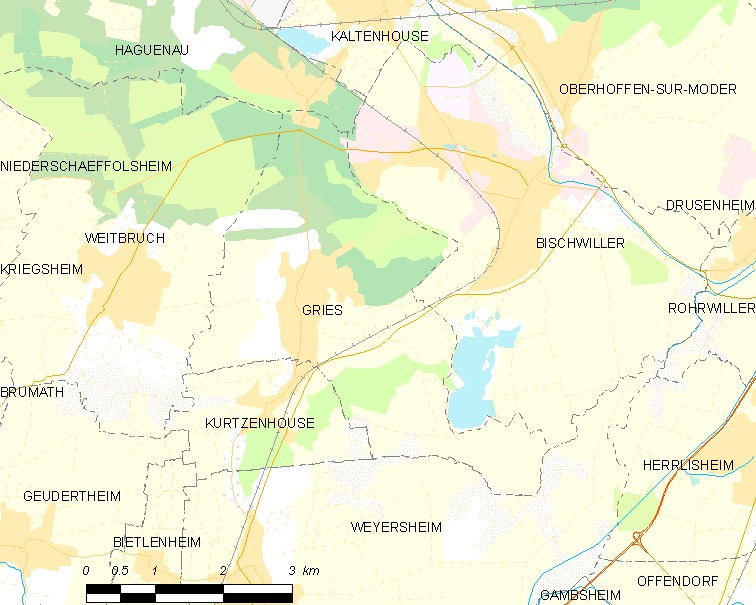
格里斯的OSM定位图

## 行政
格里斯的邮政编码为67240，INSEE市镇编码为67169。

## 政治
格里斯所属的省级选区为布吕马特县。

## 人口

1962-2008年间格里斯人口变化图示

格里斯于2022年1月1日时的人口数量为2886人。